# روبرت إي. فورسيث
روبرت إي. فورسيث (بالإنجليزية: Robert E. Forsythe)‏ هو اقتصادي وأستاذ جامعي أمريكي، ولد في 1949 في بيتسبرغ في الولايات المتحدة.